# Giselher Klebe
Giselher Wolfgang Klebe (ur. 28 czerwca 1925 w Mannheimie, zm. 5 października 2009 w Detmold) – niemiecki kompozytor.

## Życiorys
W latach 1940–1943 studiował w Städtisches Konsevatorium w Berlinie u Kurta von Wolfurta, następnie został zmobilizowany do wojska i wysłany na front, gdzie dostał się do niewoli. Po zakończeniu wojny kontynuował studia u Josefa Rufera (1946) i Borisa Blachera (1946–1951). Od 1946 do 1949 roku był pracownikiem rozgłośni Berliner Rundfunk. W 1950 roku zdobył sobie rozgłos wykonanym na pierwszym powojennym festiwalu muzycznym w Donaueschingen utworem orkiestrowym Die Zwitschermaschine, inspirowanym obrazami Paula Klee. Od 1957 roku wykładał kompozycję w Musikakademie w Detmold. W latach 1962–1963 przebywał na stypendium w Villa Massimo w Rzymie. Członek Freie Akademie der Künste w Hamburgu (1963), Bayerische Akademie der Schönen Künste w Monachium (1978) oraz Akademie der Künste w Berlinie Zachodnim (1964), której w latach 1986–1989 był przewodniczącym.

## Twórczość
Początkowo związany z powojenną awangardą muzyczną, posługiwał się techniką dodekafoniczną. Z czasem uprościł swój język dźwiękowy, stopniowo oddalając się od awangardy. Tworzył głównie opery i balety, stając się jednym z czołowych współczesnych niemieckich twórców operowych.

## Wybrane kompozycje
(na podstawie materiałów źródłowych)

### Utwory orkiestrowe
- 6 symfonii (I na 42 instrumenty smyczkowe 1953, II 1953, III 1966, IV „Villons Testament” 1971, V 1977, VI 1995)
- Con moto (1948)
- Divertissement joyeux na orkiestrę kameralną (1949)
- Die Zwitschermaschine (1950)
- Deux nocturnes (1951)
- Rhapsodie (1953)
- Koncert podwójny na skrzypce i wiolonczelę (1954)
- Moments musicaux (1954)
- Estatico na instrumenty perkusyjne (1956)
- 2 koncerty na 2 wiolonczele (1957, 1989)
- Ommagio (1959)
- Adagio und Fuge (1962)
- Adagio und Allegro na instrumenty perkusyjne (1964)
- Missa „Miserere nobis” na 18 instrumentów dętych (1964)
- Szene und Arie (1968)
- Herzschläge – Furcht, Bitte und Hoffnung na zespół beatowy i orkiestrę (1969)
- Koncert na klawesyn i małą orkiestrę (1971)
- Orpheus (1976)
- La tomba di Igor Strawinsky na obój, orkiestrę smyczkową i fortepian (1978)
- Koncert organowy (1980)
- Begrüssung – Salutations (1981)
- Boogie agitato (1981)
- Umbria verde. Poema per Banda (1984)
- Koncert klarnetowy (1984)
- Lied (1985)
- Notturno (1987)
- Koncert na harfę (1988)

### Utwory kameralne
- 4 kwartety smyczkowe (1951, 1957, 1963, 1981)
- Kwintet dęty (1948)
- Elegia appassionata na trio fortepianowe (1955)
- Concerto à cinque (1965)
- Kwintet fortepianowy (1966)
- Variationen über ein Thema von Hector Berlioz na organy i 3 perkusje (1970)
- Tennen No Bi na flet, obój, klarnet, harfę, fortepian, wiolonczelę i kontrabas (1971–1972)
- Al Rovescio na flet, harfę, fortepian i idiofony metalowe (1972)
- Nenia na wiolonczelę (1974)
- Alborada na harfę (1977)
- Cinq chants sans paroles na klawesyn i perkusję (1978)
- Der dunkle Gedanke na klarnet lub rożek basetowy i fortepian (1979)
- Quattrofonia na 2 fortepiany i perkusję (1982)
- Soirée na puzon i zespół kameralny (1987)

### Utwory fortepianowe
- Nokturny (1949)
- Sonata na 2 fortepiany (1949)
- 4 inwencje (1956)
- Neun Klavierstucke für Sonja (1973–1977)
- Feuersturz (1983)
- Glockentürme na fortepian na 4 ręce (1990)
- Widmungen (1993)

### Utwory organowe
- Passacaglia (1968)
- Fantasie und Lobpreisung (1970)
- Surge aquilo: et veni, auster (1970)
- Orgelfanfare (1989)

### Utwory wokalne i wokalno-instrumentalne
- Geschichte vom lustigen Musikanten na tenora, chór i 5 instrumentów (1946–1947)
- 5 Römische Elegien na recytatora, fortepian, klawesyn i kontrabas (1953)
- Raskolnikows Traum na sopran, klarnet i orkiestrę (1956)
- Kantata na baryton, chór i orkiestrę (1960)
- Fünf Lieder na głos i fortepian lub orkiestrę (1962)
- Vier Vocalisen na 4 głosy żeńskie (1963)
- Stabat Mater na głosy solowe, chór i orkiestrę (1964)
- Msza „Gebet einer armen Seele” na chór i orkiestrę (1966)
- Drei Lieder na głos i fortepian (1976)
- Beuge dich, du Menschenseele na głos i orkiestrę (1977)
- Choral und Te Deum na sopran, chór i orkiestrę (1978)
- Weihnachtsoratorium na mezzosopran, baryton, recytatora, chór i orkiestrę (1989)

### Opery
- Die Räuber (1951–1956, wyst. Düsseldorf 1957; 2. wersja wyst. Kassel 1962)
- Die tödlichen Wünsche (1957–1959, wyst. Düsseldorf 1959)
- Die Ermordung Cäsars (1958–1959, wyst. Essen 1959)
- Alkmene (wyst. Berlin 1961)
- Figaro lässt sich scheiden (1962–1963, wyst. Hamburg 1963)
- Jacobowsky und der Oberst (wyst. Hamburg 1965)
- Das Märchen von der schönen Lilie (1967–1968, wyst. Schwetzingen 1969)
- Das Testament (1970–1971, wyst. Wiesbaden 1971)
- Ein wahrer Held (1972–1973, wyst. Zurych 1975)
- Das Mädchen aus Domrémy (wyst. Stuttgart 1976)
- Das Rendezvous (wyst. Hanower 1977)
- Der jüngste Tag (1978–1979, wyst. Mannheim 1980)
- Die Fastnachtsbeichte (wyst. Darmstadt 1983)
- Gervaise Macquart (wyst. Düsseldorf 1995)

### Balety
- Pas de trois (wyst. Wiesbaden 1951)
- Signale (wyst. Berlin 1955)
- Fleuronville (wyst. Berlin 1956)
- Menagerie (wyst. Berlin 1958)